# Souris d'Afrique
Mus bufo
Espèce
Statut de conservation UICN

 LC  : Préoccupation mineure
La Souris d'Afrique (Mus bufo ou Mus (Nannomys) bufo) est une espèce de rongeurs de la famille des Muridae.